# Linia kolejowa 84 Kisterenye – Kál-Kápolna
Linia kolejowa Kisterenye – Kál-Kápolna – linia kolejowa na Węgrzech. Jest to linia jednotorowa, w całości niezelektryfikowana. Łączy Kisterenye z Kál-Kápolna.

## Historia
Linia została otwarta w 1887 roku.